# Oseiro, Arteixo
San Tirso de Oseiro é uma paróquia que se localiza no norte do concelho de Arteixo na comarca da Corunha. Segundo o IGE de 2012 tinha 5.365 habitantes (2.686 homens e 2.679 mulheres) distribuídos em 7 entidades de povoação, o que supõe um aumento em relação ao ano de 1999 quando tinha 3.792 habitantes.
Em 1965 criou-se o Polígono Industrial de Sabón.

## Patrimônio
- Castro de Ranhobre.
- Castro de Galán.
- Igreja românica de San Tirso de Oseiro.

## Personalidades
- No lugar do Froxel nasceu Manuel Murguía, pai da historiografia galega e impulsionador do Ressurgimento.

## Galeria de imagens

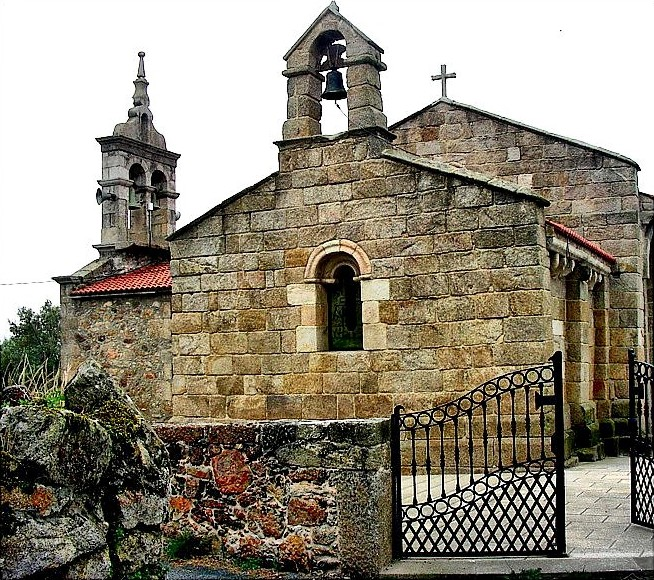
Igreja de San Tirso de Oseiro.
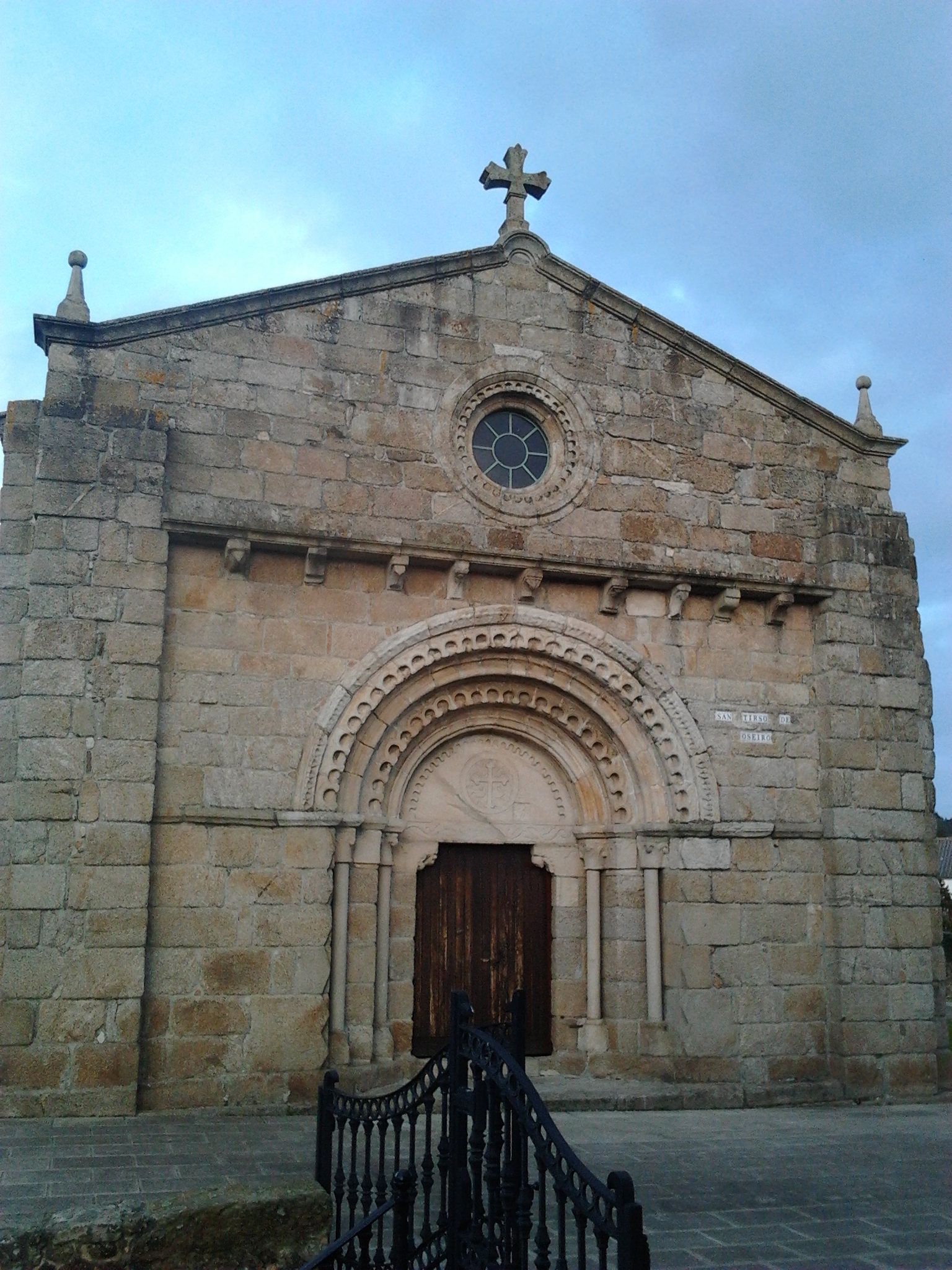
Entrada românica da igreja paroquial
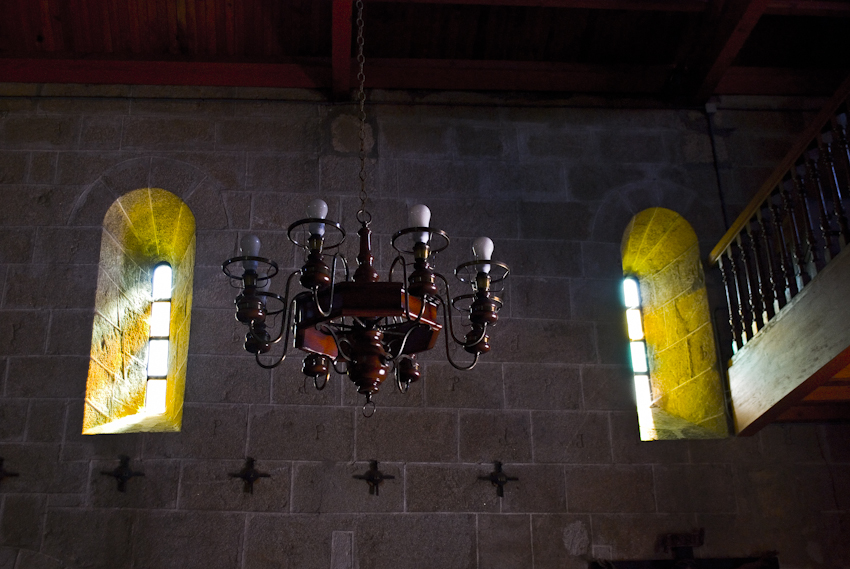
Igreja de San Tirso de Oseiro.
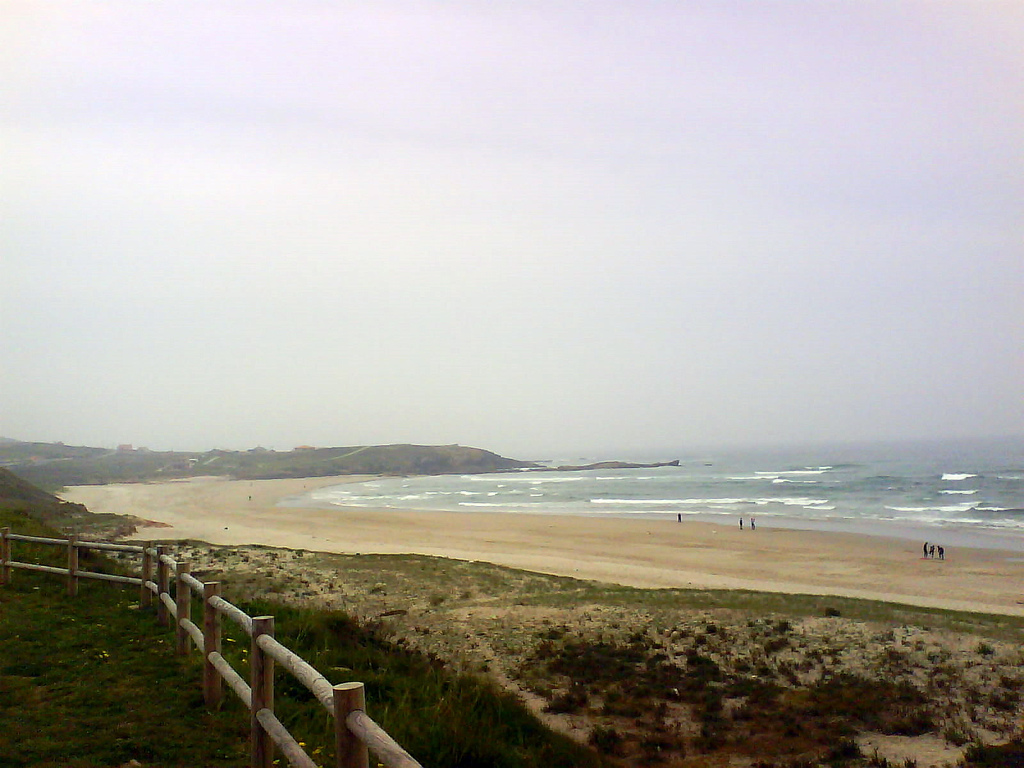
Praia de Sabón.
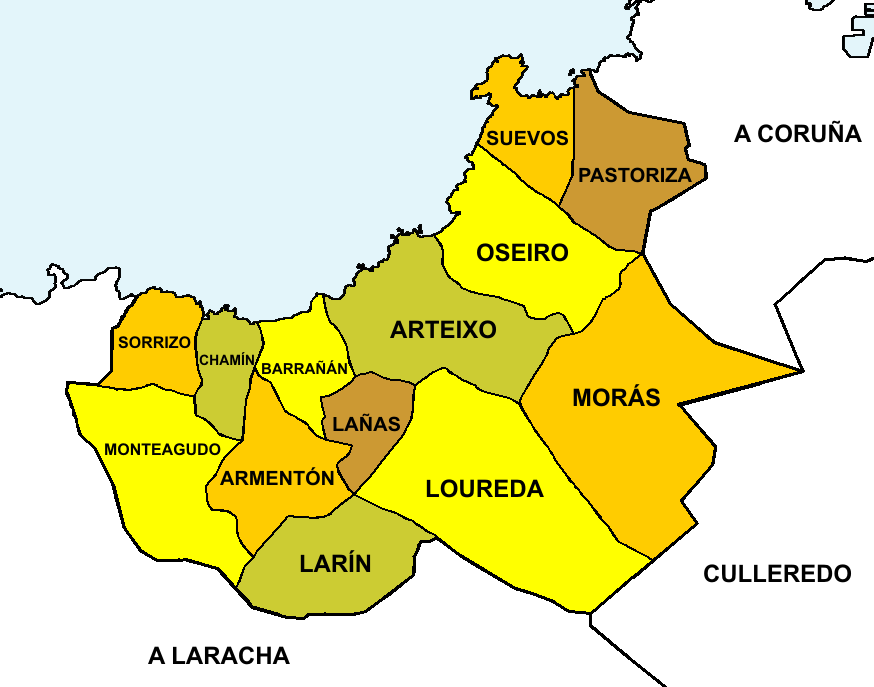
As treze paróquias que formam o concelho de Arteixo.